# Coronacrisis in Singapore
De eerste besmetting met het COVID-19-virus in Singapore werd gemeld op 23 januari 2020, het betrof een 66-jarige Chinees afkomstig uit Wuhan die via Guangzhou vloog tezamen met negen anderen en in Shangri-La's Rasa Sentosa Resort en Spa verbleef.
De eerste besmettingen die lokaal plaatsvonden werden gerapporteerd op 4 februari. Deze werden voornamelijk herleid naar een souvenirshop. Hier waren vier vrouwen die geen reisgeschiedenis vanuit China hadden besmet.
Per 8 december 2020 zijn er 58.285 gemelde besmettingen en 29 personen overleden.

Aantal besmettingen (blauw) en doden (rood) door COVID-19. De stippellijnen geven het dagelijkse verschil aan.